# 人蔘
人參（学名：Panax ginseng）又稱為亞洲參、紅參、生晒參、山曬山參、石柱參、朝鮮參、野山參、人銜、鬼蓋、土精、神草，中国东北地区土名棒槌，是五加科人参属的一种，具有肉质的根，可藥用，主要生长在东亚，特别是寒冷地区。
儘管人參已在傳統醫學中使用了多個世紀，現代臨床研究對其仍有討論。人參是亞洲常見藥材，北中美洲也普遍使用花旗參(西洋參)，許多草藥鋪和超市都能找到各式人參飲片及萃取物保健產品。人參根部所含皂苷是其有效成分，中國長白山野參皂苷成分較高，但取得不易，價格高昂。人參不易栽培，韓國於18世紀初開始發展高麗參栽培，美國在19世紀中期開始栽培花旗參（植物學上與人參同屬不同種）。

## 特征
多年生草本植物，分布於海拔500－1100公尺的地区，一般生长於昼夜温差小的山地缓坡或斜坡地的针阔混交林或杂木林中，喜阴凉、湿润的气候。由於其根部肥大，形若纺锤，常有分叉，整体形似人的头、手、足和四肢，故称其为人参。風茄外型亦類似人。古代人参的雅称为黄精、地精、神草。人参被人们称为“百草之王”，是闻名遐迩的“东北三宝”（人参、灵芝、鹿茸）之一，是驰名中外、老幼皆知的名贵药材。

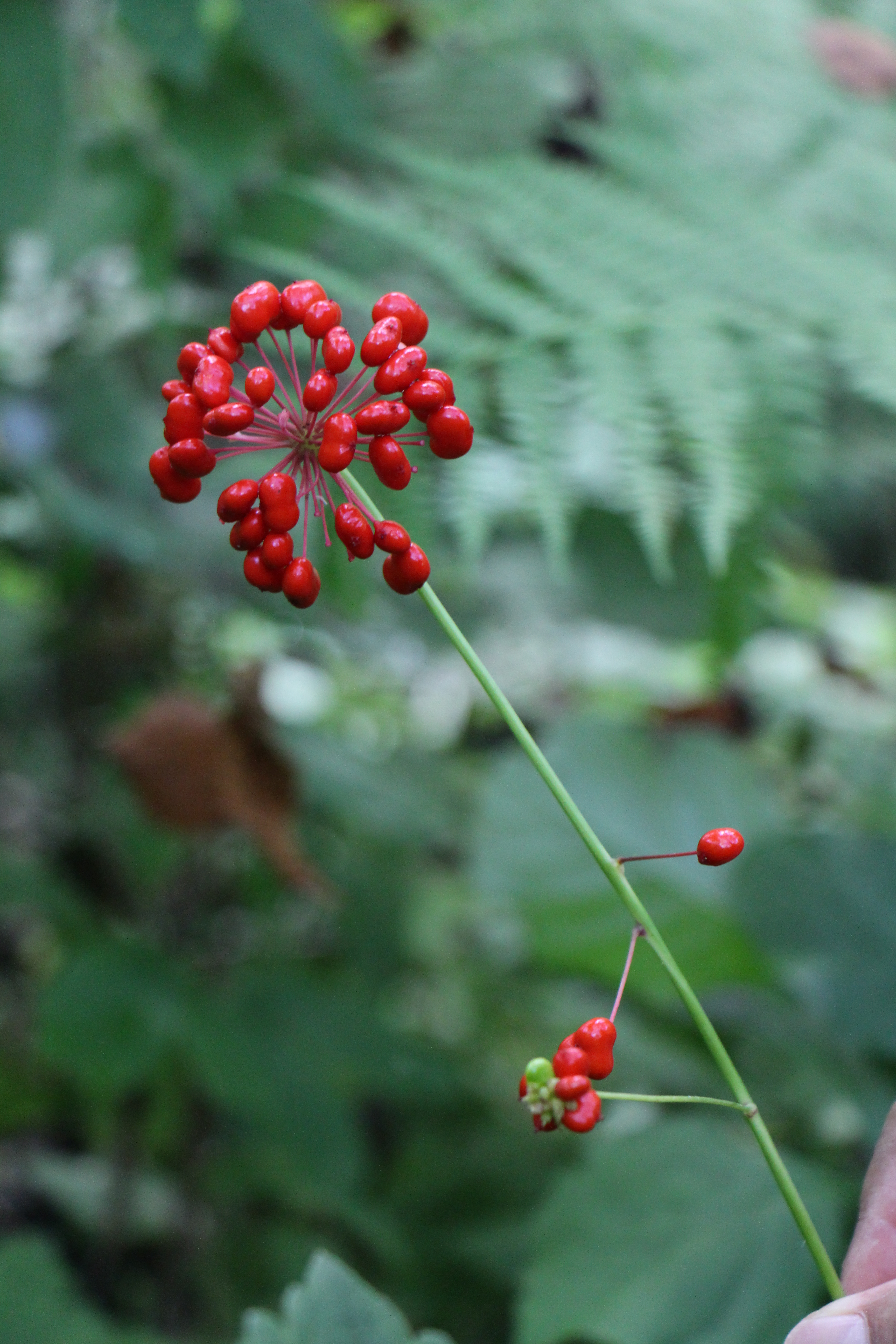
人参的花和果

## 漢方醫學

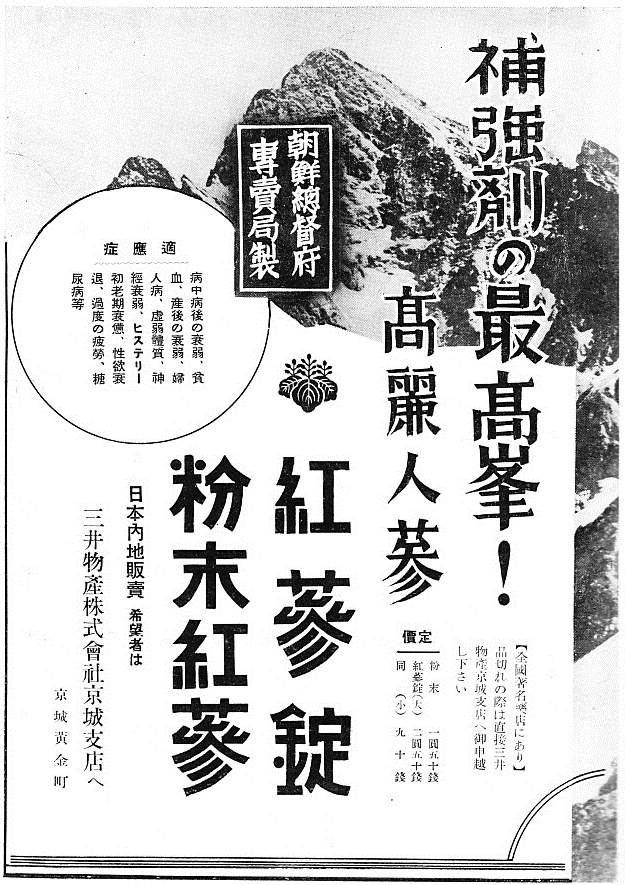
1930年代朝鮮日治時期的人蔘廣告

人参作为中药已有几千年的历史。早在《神农本草经》中，人参就被记载为草部上品。
《神農本草經》中記載人參：「味甘小寒。主補五臟，安精神，定魂魄，止驚悸，除邪氣，明目，開心益智。一名人銜，一名鬼蓋。生山谷。」。近代中國將人參的臨床效果與藥理作用總結為人參七效說：「補氣救脫、益血復脈、養心安神、生津止渴、補肺定喘、健脾止瀉、托毒合瘡」。
《中国药典》：甘、微苦，微温。归脾、肺、心、肾经。大补元气，复脉固脱，补脾益肺，生津养血，安神益智。用于体虚欲脱，肢冷脉微，脾虚食少，肺虚喘咳，津伤口渴，内热消渴，气血亏虚，久病虚羸，惊悸失眠，阳痿宫冷。

### 用藥忌宜
1. 有血熱、吐血、頭暈，應避免服用或聽從專業醫師指示後使用
2. 不宜與藜蘆、五靈脂、[7]皂角（相恶）[8]同用。前两项为十八反十九畏。前者有较好实验依据，[9]后者则和实验结果完全相反。[10]服用者不宜用蘿蔔、茶，以免影响药力。[8]
3. 懷孕期間可用
4. 服用後出現不適症狀应停用

### 部位
人参初见于《本草经》，此时无去芦头（根茎）之说。《华氏中藏经》开始有医家认为芦头会催吐伤元气，此后炮制人参都去芦。实际上人参芦头并无催吐成分，且有效物质含量更高，现代临床实验也没有发现涌吐、耗气现象，反而得到了和主根相似的补益作用。催吐作用很可能是对于祛痰作用的误传。鉴于此，《中国药典》2005年版开始将芦头加入药用部位。
传统认为人参须根药力弱，但至少其皂苷类有效成分的含量是高于主根。人参各部位都含人参皂苷，无须拘泥用根。（对人参提取物的利用，请见之后§ 主要成分一章。）
人参叶也入药。《中国药典》：苦、甘，寒。归肺、胃经。补气，益肺，祛暑，生津。用于气虚咳嗽， 暑热烦躁，津伤口渴，头目不清，四肢倦乏。

## 歷史
至明人李時珍編纂《本草綱目》，聲稱「人蔘治男婦一切虛症」，包括「發熱自汗、眩暈頭痛」，及「痎疾、滑瀉久病」等，人參遂從普通中藥材種「脫穎而出」，登上「神藥」的地位。
明末的人參熱，使女真人透過馬市將人參出售給中原。此時，中原的野生人参已难得一见。女真人自己並不消費人參，萬曆三十五年丁未（1607年）明廷暫停遼東馬市，導致人參積壓，兩年內腐爛十餘萬斤，使女真人改進製作方法以長期保存。清朝時，每年有數万人到長白山採參。康熙三十八年（1699年）清廷下令實行放票採參，嚴禁私採。

## 種類
人参最名貴也少見的是野山參，其次為移植野山參幼苗栽種的移山蔘。

### 产地
高丽参
高丽参是朝鲜半岛上出产的一种人参。高丽参自古就有“一根高丽参如一串宝石”和“百草之王”的说法。
吉林參
吉林临近朝鲜半岛，气候类似，产参情况也类似。品种繁多。有品种叫大力参。撫松參称有“倒捲腳”，集安參称是“毛筆管、老鼠尾”。
石柱参
辽宁省丹东市宽甸满族自治县所产8-12年栽培品种，形态、成分似野生，“三長，蘆長身長腿長”。
乾章蔘
非石柱蔘產區以外的大陸紅蔘
日本红参
主要在北海道种植。
日本雲州參
大根岛种植，称“倒吊鬚”
园参
栽培植株的统称。2012年开始，五年以下的园参在中国是新资源食品。
林下山参、籽海
播种在山林野生状态下自然生长的植株。
本章节所描述的都是P. ginseng物种下的人参。此物种年产（干重）约7000吨，70%来自中国。

### 飲片類型
从土中挖出的新鲜亚洲参含有很多的水被称为“水参”，是高丽参加工的原料。加工好的高丽参分为红参、白参和太极参三种。

#### 水參
直接採收，未經處理的亚洲参。韩国料理中使用的人参大多是水参。

#### 白參
白参，又称为“生乾人蔘”或“生曬參”、是以四至六年的水参为原料，没经热蒸直接用太阳光或热风自然晒干而成，呈白色。 白參製法是園參經栽培六七年後枯萎時採挖，將其去蘆頭，曬乾或烘乾，刷洗下須後於40~50℃烘乾而成。
品種可分為生曬參、白糖參、白乾參

#### 太極參
太极参是一种介于红参与白参之间的直立形状的人参制品，由水参烘干制成。太极参兼有红参与白参的特点，皮白肉红。与红参和白参相比，太极参是一种温补的人参，适合任何人群在任何时候食用。
太極參是將水參洗乾淨，除去細根，在75－90℃熱水中浸泡20－25分後，使表皮和胴體的一部分合為一體後，才進行烘乾製成。表皮的色狀為淡黃褐色，切斷面呈類似紅參的淡褐色，真空包裝，常溫下可保存10年。它是一種介於紅參與白參之間的直立形狀的人參製品，兼有紅參與白參的特點，皮白肉紅。對於糖尿病患者更有平衡血糖的功效。

#### 紅參

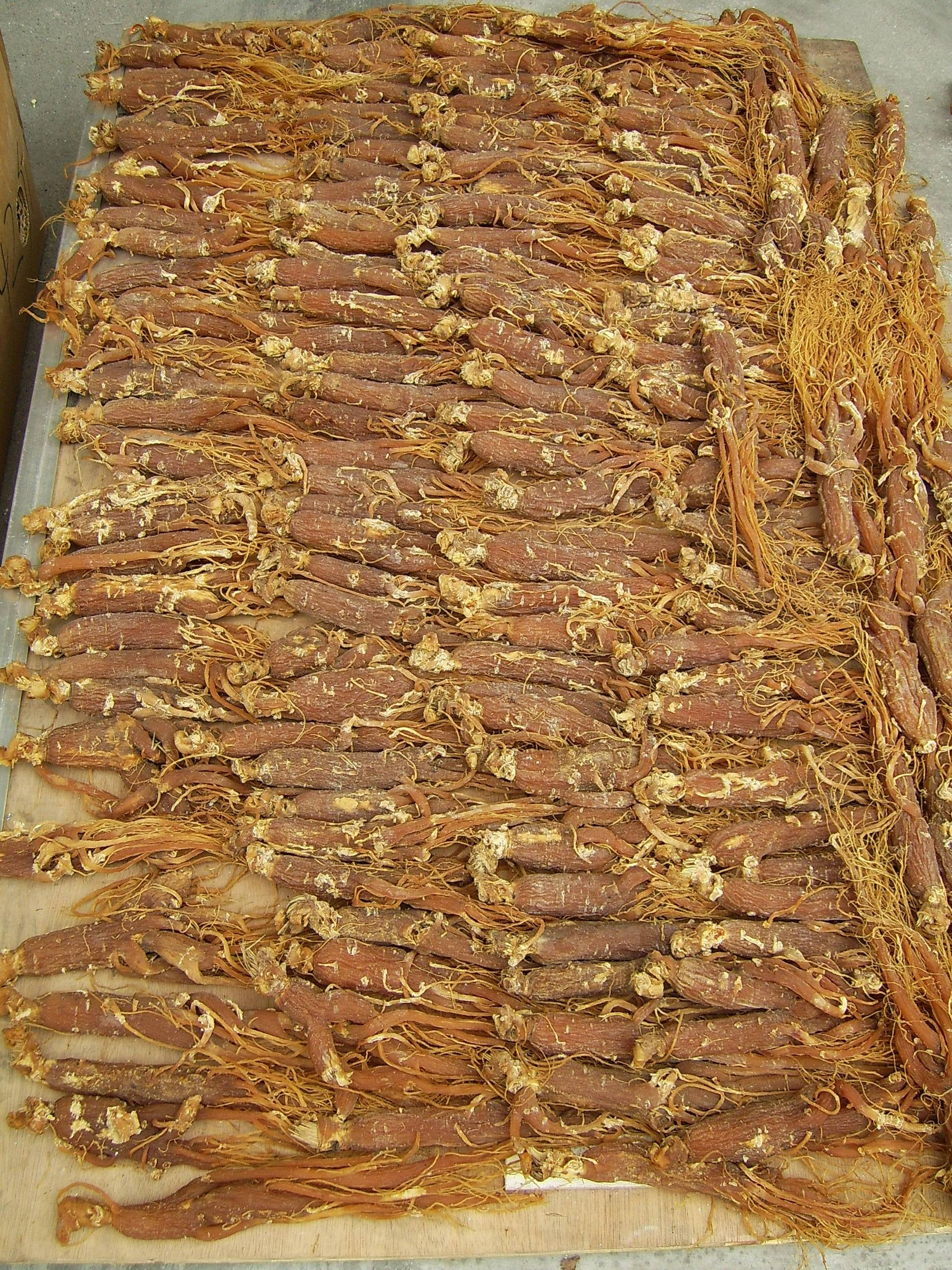
紅參

红参是将水参热蒸、烘干后呈现红褐色的人参。高丽红参是人参皂苷含量最高的高丽参。如果不加说明，高丽参一般指代高丽红参。
紅蔘為完整人蔘蒸熟後乾制而成，富含白蔘沒有的Rg2、Rg3、Rh1、Rh2、麥芽醇等成分。蒸制过程会导致皂苷发生水解，生成极性更弱，因此（模型动物身上）吸收更好、（细胞实验中）生物作用更强的其他皂苷。蒸制也能使三七根、西洋参产生类似的化学变化，导致动物模型中的药力增加。
韩国一项基于红參的双盲交叉实验证明其对于阳萎有治疗效果，研究仅涉及45人。Cochrane总结涉及587人的9个研究，发现与安慰剂相比红參对阳萎有效但效果轻微。
韩国一项基于红參的带对照组的实验证明其对防止胃肠癌的复发有效，研究仅涉及42人。目前涉及人参和癌症的研究更倾向于综合利用多种（可能的）药效，如配合化疗抗副作用、抗疲劳等。例如2023年一篇台湾的荟萃分析认为人参可以对抗癌症所致疲劳，提高生活质量。
韩国一项在模式动物鼠上基于人参的实验显示红參与白蔘对减低癌症的发病率都有效果，并且红参的效果更好。

### 等级
高丽人参按照大小和质量，高丽参可以分为“天参”、“地参”、“良参”、“切参”和“尾参”五个等级。“天参”外形好，呈人型，有两个明显的粗支根，内部组织细密，是高丽参最高的等级。“地参”是仅次于“天参”的等级，外观呈人型有1-3个支根。“良参”外观略像人型，支根不发达，横切面有中心白或镂空。“切参”是高丽参主根切成的片。“尾参”是高丽参的支根。按照大小“尾参”可分为“大尾”、“中尾”和“细尾”。“尾参”一般会被作为加工食品、化妆品等的原料或用来泡酒。高丽参在加工时会进行“定型”，根鬚都会被剪掉。因此韩国出售的高丽参都是不带根鬚的。

## 保育狀況
仅俄罗斯联邦种群被列為《瀕危野生動植物種國際貿易公約》（CITES）附錄二的物種，被限制出口及貿易。

## 現代科學研究

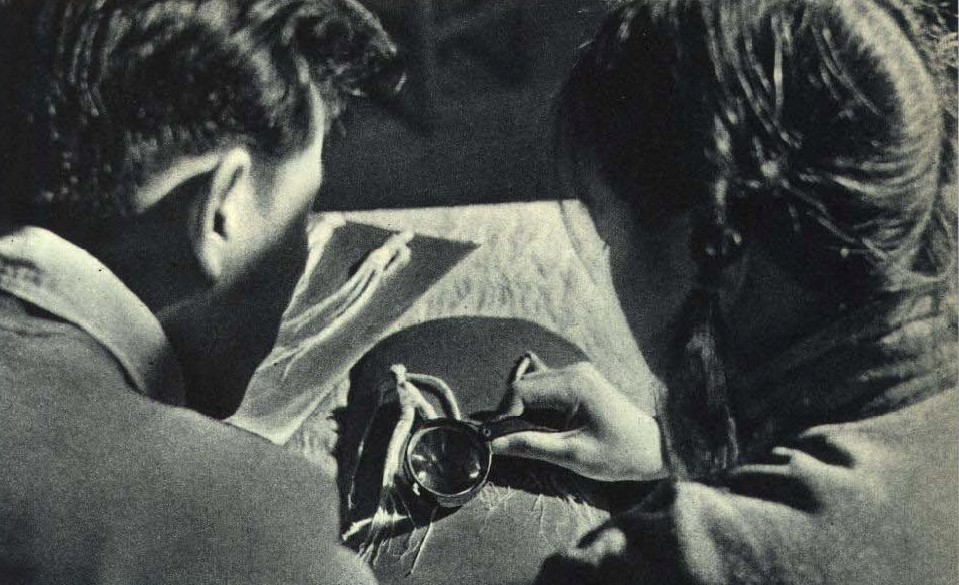
1963年北京中医学院学生辨别人参

人參的正面功能很難以現代科學加以證明，不同的研究報告往往出現相互衝突的結論。支持者聲稱這是由於測試的人參樣本品質參差不一所導致。不過東亞地區所做的研究，中立性及可信度也遭遇學界的質疑。另外，由於人參研究的研究成果無法以專利加以保護，如此一來科學家研究的動力便削減了大半。不過諷刺的是，最近較優秀的研究所使用的卻是有著專利權人參品種。
人參被珍视为一种适应原（一种对身体无害，但能够增强身体抵抗力的产品）。可是这种性质也很难以科学方法证明。
一个比较，当评估生活素质的增长时，一项随机化且双盲的政府研究指出它是“一种有前途的饮食增补剂”。
在相关的动物实验中人参似乎体现出抑制癌症的特性；不过，人类对于此功效还不清楚。人蔘亦被用於心血管、糖代謝、中樞神經、性腺、抗衰老等與荷爾蒙相關之研究。

### 主要成分
人參含有0.05%揮發油，並已檢驗出30餘種化學成分，但至今尚未确凿發現這些物質对人类具有何種藥效。此外，人參中尚含多種活性苷、生物鹼等。這些成分有待進一步探討并研究其效用。

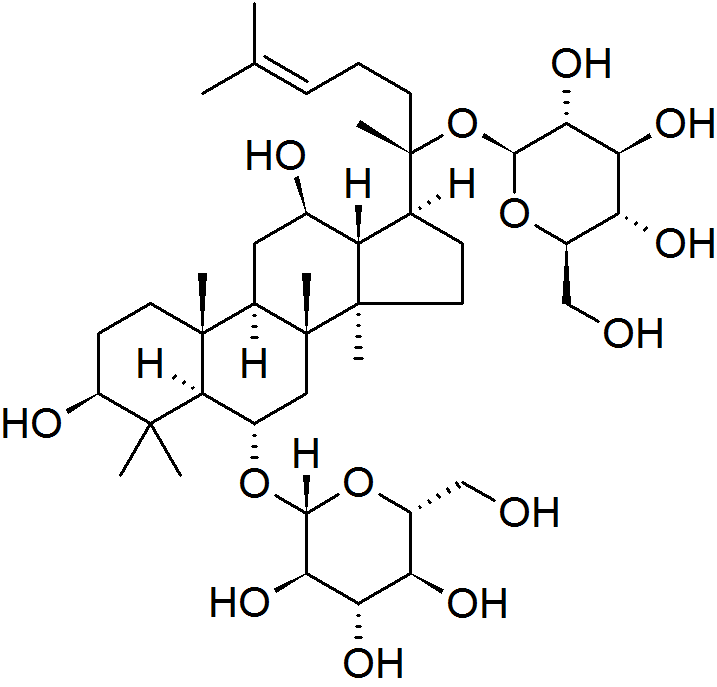
人參皂苷的化學結構皂苷Rg1

人參皂苷（ginsenosides）
人參皂苷按其苷元的化學結構可分為三類：人參二醇系皂苷，人參三醇系皂苷，齊墩果酸。截至目前為止，人參皂苷已鑑定者有三十餘種，而其中以人參總皂苷與人參皂苷-Rb，-Rg，較常被研究其藥理作用。亚洲含有34种人参皂苷成分远高于花旗参（13种）和三七参（15种）。人参皂甙Ra、Rf、Rg3、Rh2为本物种独有成分。红参的制作工艺涉及蒸煮，会导致人参皂苷类型转化。
人参大部分的药理作用目前归于人参皂苷。虽然传统用药是以根入药，但目前发现茎叶的人参皂苷浓度大于根：茎叶含量约3-6%，而根含量为1-3%。茎叶本身产量也比根高，因此是十分廉价的人参皂苷来源。茎叶皂苷在动物模型上和根皂苷的药理作用相似。人参茎叶总皂苷在中华人民共和国是一个非处方药。
人参果实（叫做人参子、人参果实）也是类似的情况，Re浓度为根7倍，总皂苷浓度为根4倍；一样也是经过一些动物研究。
人參多醣（ginseng polysaccharides）
目前已從人參中分離到幾十種多醣類物質，人參多醣主要含有酸性雜多糖和葡聚糖。雜多糖主要由半乳糖醛、半乳糖、鼠李糖和阿拉伯糖構成，它們的結構十分複雜，而且含有部份的多醣體，分子量為10,000－100,000。該類化合物具有調整免疫、抗腫瘤、抗潰瘍及降血糖等藥理作用。
其它
紅參中含有麥芽醇（maltol）。
Gintonin为蛋白质和脂质的复合物。

## 保健食品
人參保健食品為全球前十大草藥類產品，並有相關保健產品通過中华民国「降低血清中GOT、GPT（AST、ALT）含量和增加血清中白蛋白含量」等功能的認證。
強化腎上腺和生殖腺，可加強免疫功能，促進肺臟功能和刺激食慾。對於支氣管炎、血液循環疾病、糖尿病、體力差和壓力大很有幫助；防止輻射線傷害。 長壽、增加性能力。運動員為了加強身體的強度而使用人參，也可改善老年人因藥物或酒精而造成的肝臟功能損失。

## 副作用
一个常见副作用是人参可能会导致失眠，但这种影响是有争议的。有报道称有依赖血液透析的患者服用人参后不久便昏迷并死亡。其他副作用包括恶心、腹泻、头痛、鼻出血、血压高、血压低、乳房疼痛。人参还可能导致躁狂抑郁症患者与抗抑郁药混合诱导。
人参已显示出具有与苯乙肼和华法林的药物不良反应，但已被证明是降低血液中的酒精含量。
中医来源认为人参的各种版本都不宜与藜芦、五灵脂同用。

## 过量
通常被认为是相对安全的，即使在大量的共同适应原人参。
急性过量人参的一个最常见的和特征性的症状是出血。
轻度过量的症状可能包括口干唇、激励、坐立不安、烦躁不安、震颤、心悸、视力模糊、头痛、失眠、体温升高、血压升高、水肿、食欲减退、头晕、皮肤瘙痒、湿疹、清晨腹泻、出血和疲劳。
人参总过量的症状包括恶心、呕吐、烦躁、坐立不安、失禁、发热、血压升高、呼吸增加、灵敏度下降、反应轻、心脏率下降、面色紫绀（蓝色）、红面部肤色、癫痫、抽搐、谵妄。
遇到任何上述症状的患者应停止草药和寻求任何必要的对症治疗。

## 饲料添加剂
酊剂提取物对马（50 mg/kg）、犬（228 mg/kg）、猫（162 mg/kg）无毒。用处是给饲料调味。
主要含有人参皂苷的一种干提取物由于人参皂苷之外的成分不明，EFSA不能给出对猫、狗的安全性结论。

## 延伸阅读
[在维基数据编辑]

## 外部連結
- 人參 Renshen  （页面存档备份，存于） 藥用植物圖像數據庫 (香港浸會大學中醫藥學院) （中文）（英文）
- 人參 中藥材圖像數據庫  (香港浸會大學中醫藥學院) （中文）（英文）
- 人參 Ren Shen （页面存档备份，存于） 中藥標本數據庫 (香港浸會大學中醫藥學院)（繁體中文）（英文）
- 高麗參 Gao Li Shen （页面存档备份，存于） 中藥標本數據庫 (香港浸會大學中醫藥學院) （繁體中文）（英文）
- 長白野山參 Chang Bai Ye Shan Shen （页面存档备份，存于） 中藥標本數據庫 (香港浸會大學中醫藥學院) （繁體中文）（英文）
- 人生皂苷Rh2 Ginsenoside Rh2（页面存档备份，存于） 中草藥化學圖像數據庫 (香港浸會大學中醫藥學院) （中文）（英文）
- 人參皂苷Rb3 Ginsenoside Rb3（页面存档备份，存于） 中草藥化學圖像數據庫 (香港浸會大學中醫藥學院) （中文）（英文）
- 人參皂苷Rb1 Ginsenoside Rb1（页面存档备份，存于） 中草藥化學圖像數據庫 (香港浸會大學中醫藥學院) （中文）（英文）
- 人參皂苷Re Ginsenoside Re（页面存档备份，存于） 中草藥化學圖像數據庫 (香港浸會大學中醫藥學院) （中文）（英文）
- What in the Name of Panax are those other "Ginsengs"?
- Phytochemicals in Korean Ginseng （页面存档备份，存于）
- The Journal of the American Botanical Council HerbalGram. 2003;57:35 American Botanical Council
- 吃参上火的现代科学解释 （页面存档备份，存于）
- 秦始皇也想吃吃看的長生不老藥 人參 （页面存档备份，存于）